# Kōga ninpō chō
 (août 2024).
La mise en forme du texte ne suit pas les recommandations de Wikipédia : il faut le « wikifier ».
Les points d'amélioration suivants sont les cas les plus fréquents. Le détail des points à revoir est peut-être précisé sur la page de discussion.
- Les titres sont pré-formatés par le logiciel. Ils ne sont ni en capitales, ni en gras.
- Le texte ne doit pas être écrit en capitales (les noms de famille non plus), ni en gras, ni en italique, ni en « petit »…
- Le gras n'est utilisé que pour surligner le titre de l'article dans l'introduction, une seule fois.
- L'italique est rarement utilisé : mots en langue étrangère, titres d'œuvres, noms de bateaux, etc.
- Les citations ne sont pas en italique mais en corps de texte normal. Elles sont entourées par des guillemets français : « et ».
- Les listes à puces sont à éviter, des paragraphes rédigés étant largement préférés. Les tableaux sont à réserver à la présentation de données structurées (résultats, etc.).
- Les appels de note de bas de page (petits chiffres en exposant, introduits par l'outil «  Source ») sont à placer entre la fin de phrase et le point final[comme ça].
- Les liens internes (vers d'autres articles de Wikipédia) sont à choisir avec parcimonie. Créez des liens vers des articles approfondissant le sujet. Les termes génériques sans rapport avec le sujet sont à éviter, ainsi que les répétitions de liens vers un même terme.
- Les liens externes sont à placer uniquement dans une section « Liens externes », à la fin de l'article. Ces liens sont à choisir avec parcimonie suivant les règles définies. Si un lien sert de source à l'article, son insertion dans le texte est à faire par les notes de bas de page.
- La présentation des références doit suivre les conventions bibliographiques. Il est recommandé d'utiliser les modèles {{Ouvrage}}, {{Chapitre}}, {{Article}}, {{Lien web}} et/ou {{Bibliographie}}. Le mode d'édition visuel peut mettre en forme automatiquement les références.
- Insérer une infobox (cadre d'informations à droite) n'est pas obligatoire pour parachever la mise en page.

Pour une aide détaillée, merci de consulter Aide:Wikification.
Si vous pensez que ces points ont été résolus, vous pouvez retirer ce bandeau et améliorer la mise en forme d'un autre article.
Kōga ninpō chō (甲賀忍法帖), ou The Kouga Ninja Scrolls dans sa version anglaise, est un livre de Fūtarō Yamada écrit entre 1958 et 1959, considéré[Par qui ?] comme un classique de la littérature japonaise. Le livre est paru en France le 7 novembre 2007 aux éditions Calmann-Lévy sous le titre Shinobi.

## Synopsis
En 1614, le shogunat qui règne sur le Japon décide de faire entrer le pays dans une nouvelle ère en se débarrassant des derniers vestiges d'une époque barbare révolue. Pour cela, il choisit de réveiller la haine entretenue entre deux clans de ninjas qu'un pacte ancestral contraint à une paix forcée, Iga et Kōga. Les chefs de clan sont sommés de choisir dix de leurs meilleurs ninjas et de les laisser s'entretuer. Gennosuke et Oboro, un jeune homme et une jeune femme amoureux mais appartenant à deux clans différents voient alors leurs projets contrariés par cette guerre terrible qui s'annonce…

## Personnages principaux
Kôga :
- Kouga Danjō (甲賀 弾正?)
- Kouga Gennosuke (甲賀 弦之介?)
- Jimushi Jūbei (地虫 十兵衛?)
- Kazamachi Shōgen (風待 将監?)
- Kasumi Gyōbu (霞 刑部?)
- Udono Jōsuke (鵜殿 丈助?)
- Kisaragi Saemon (如月 左衛門?)
- Muroga Hyōma (室賀 豹馬?)
- Kagerō (陽炎?)
- Okoi (お胡夷?)

Iga :
- Ogen (お幻?)
- Oboro (朧?)
- Yashamaru (夜叉丸?)
- Azuki Rōsai (小豆 蠟斎?)
- Yakushiji Tenzen (薬師寺 天膳?)
- Amayo Jingorō (雨夜 陣五郎?)
- Chikuma Koshirō (筑摩 小四郎?)
- Mino Nenki (蓑 念鬼?)
- Hotarubi (蛍火?)
- Akeginu (朱絹?)

## Commentaires
- Kōga ninpō chō est souvent considéré[Par qui ?] comme une transposition nippone de Roméo et Juliette.
- Le livre a connu de nombreuses adaptations sur différents supports :
  - Le manga et la série animée Basilisk
  - Le film d'animation Ninja Scroll (adaptation libre)
  - Le film Shinobi: Heart Under Blade